# Tsushima, Nagasaki

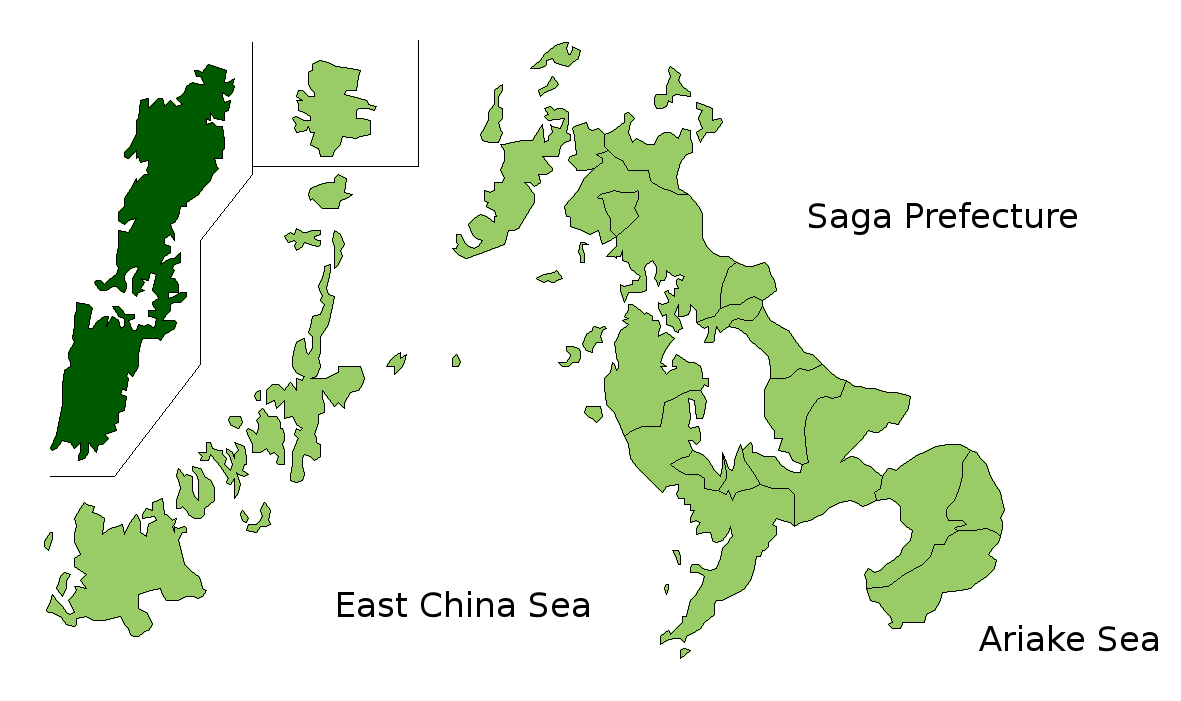

Tsushima (対馬市 Tsushima-shi?) este un municipiu din Japonia, prefectura Nagasaki.